# Peucedanum harry-smithii
Peucedanum harry-smithii är en flockblommig växtart som beskrevs av Friedrich Karl Georg Fedde. Peucedanum harry-smithii ingår i släktet siljor, och familjen flockblommiga växter.

## Underarter
Arten delas in i följande underarter:
- P. h. grande
- P. h. harry-smithii
- P. h. subglabrum